# 11А
„11А“ е български филм от 2015 година, трагикомедия на режисьорката Михаела Комитова по сценарий на Николай Колев. Премиерата е на 8 октомври 2015 г. в конкурсната програма на кинофестивала „Златна роза“, а по кината излиза на 29 януари 2016 г.
В центъра на сюжета е бивша спортистка, която става учителка в гимназията и влиза в конфликт с учениците от класа си. Главните роли се изпълняват от Яна Маринова, Ралица Паскалева, Дария Симеонова, Николай Сотиров, Башар Рахал, Бойка Велкова.

## Актьорски състав
- Яна Маринова – учителката Лина Николова
- Николай Сотиров – Асен Петров, учителят по философия
- Ралица Паскалева – Симона
- Дария Симеонова – Наталия
- Башар Рахал – Иван
- Станислав Яневски – Стефан
- Бойка Велкова – Куцарова
- Надя Стефанова – Младенова
- Константин Гергинов – малкият Христо
- Стефан Попов – Мишев
- Костадин Султов – Дамян
- Цветан Николов – Майк
- Тодор Беров – Любо
- Дарий Чавдаров – Явор
- Весела Петрова – Мария
- Елена Недкова – Милена
- Борис Кашев – Бисер
- Златко Василев – Янаки
- Даниела Маринова – Галя
- Анелия Дулева – Анелия
- Гюлбин Ахмедова – Ахмедова
- Десислава Маджунова – Яна от IX а
- Йоан Карамфилов – Валери от IX а
- Божана Мановска – Ваня от IX а
- Лъчезар Динчев – Румен от IX а
- Джулия Костова – Тина от IX а
- Васил Дипчиков – Милен
- Десислав Крумов – учител № 1
- Атанас Лазаров – учител № 2
- Десислава Миленова-Номбушева – учител № 3
- Димитър Петков – заместник-директор
- Йоана Кирчева – ученичка XIa № 1
- Мария Сотирова – ученичка XIa № 2
- Беатрис Пиперова – ученичка XIa № 3
- Камелия Костова – ученичка XIa № 4
- Крисития Томбушева – ученичка XIa № 5
- Бояна Топчийска – ученичка XIa № 6
- Никол Фенерова – ученичка XIa № 7
- Михаил Скуджов – ученик XIa № 1
- Стелиян Стоименов – ученик XIa № 2

## Награди
- Награда на Българската филмова академия за звукорежисьор, 2015 г.;
- Наградата за „Най-добра женска роля“ за Яна Маринова на Международния фестивал на мотивационното кино в Ростов на Дон, Русия, 2016 г.